# Ligat ha'Al 2001-2002 (pallacanestro)
La Ligat ha'Al 2001-2002 è stata la 48ª edizione del massimo campionato israeliano di pallacanestro maschile. La vittoria finale è stata ad appannaggio del Maccabi Tel Aviv.

## Regular season
|  |     | Squadra               | G  | V  | P  | PF   | PS   | PF/PS | Pt | Qualificazione            |
|  | --- | --------------------- | -- | -- | -- | ---- | ---- | ----- | -- | ------------------------- |
|  | 1.  | Maccabi Tel Aviv      | 27 | 26 | 1  | 2403 | 1896 | +507  | 53 | playoffs                  |
|  | 2.  | Ironi Ramat Gan       | 27 | 18 | 9  | 2096 | 2009 | +87   | 45 | playoffs                  |
|  | 3.  | Hapoel Gerusalemme    | 27 | 18 | 9  | 2184 | 2057 | +127  | 44 | playoffs                  |
|  | 4.  | Maccabi Haifa         | 27 | 15 | 12 | 2207 | 2223 | -16   | 42 | playoffs                  |
|  | 5.  | Maccabi Giv'at Shmuel | 27 | 14 | 13 | 2185 | 2229 | -44   | 41 |                           |
|  | 6.  | Hapoel Galil Elyon    | 27 | 11 | 16 | 2139 | 2176 | -37   | 38 |                           |
|  | 7.  | Elitzur Kiryat Ata    | 27 | 9  | 18 | 2138 | 2256 | -118  | 36 |                           |
|  | 8.  | Maccabi Ra'anana      | 27 | 11 | 16 | 2086 | 2178 | -92   | 35 |                           |
|  | 9.  | Maccabi Rishon LeZion | 27 | 7  | 20 | 1997 | 2200 | -203  | 34 |                           |
|  | 10. | Bnei Herzliya         | 27 | 6  | 21 | 2116 | 2325 | -209  | 33 | retrocesso in Liga Leumit |

## Playoffs
|  | Semifinali       | Semifinali       | Semifinali       | Semifinali       | Semifinali | Semifinali | Semifinali |  |  | Finale           | Finale           | Finale           | Finale           | Finale | Finale | Finale |  |
|  |                  |                  |                  |                  |            |            |            |  |  |                  |                  |                  |                  |        |        |        |  |
|  | Maccabi Tel Aviv | Maccabi Tel Aviv | Maccabi Tel Aviv | Maccabi Tel Aviv | 98         | 110        | 65         |  |  |                  |                  |                  |                  |        |        |        |  |
|  | Maccabi Haifa    | Maccabi Haifa    | Maccabi Haifa    | Maccabi Haifa    | 69         | 74         | 64         |  |  | Maccabi Tel Aviv | Maccabi Tel Aviv | Maccabi Tel Aviv | Maccabi Tel Aviv | 105    | 91     | 78     |  |
|  | Ironi Ramat Gan  | Ironi Ramat Gan  | Ironi Ramat Gan  | 84               | 76         | 91         | 74         |  |  | Ironi Ramat Gan  | Ironi Ramat Gan  | Ironi Ramat Gan  | Ironi Ramat Gan  | 79     | 73     | 54     |  |
|  | H. Gerusalemme   | H. Gerusalemme   | H. Gerusalemme   | 67               | 99         | 81         | 70         |  |  |                  |                  |                  |                  |        |        |        |  |